# Povijest Indije
Povijest Indije započinje s prvim dokazima ljudske aktivnosti na Indijskom potkontinentu prije oko 75.000 godina. Indija je bila postojbina nekoliko velikih svjetskih civilizacija, poput Indske civilizacije (oko 3300. – 1300. pr. Kr.) i Vedske kulture željeznog doba. Dinastije, poput budističkog Maurijskog Carstva, hinduističkog Carstva Gupta i islamskog Mogulskog Carstva, širile su svoje kulture i religije diljem Indije. Zbog toga u Indiji dominira mnoštvo različitih kultura i to je činjenica zbog koje je bilo vrlo teško ujediniti je pod jednim vladarom.
Mogulsko Carstvo propalo je u 18. stoljeću, a Britanija je Indiju pripojila svom carstvu i nametnula moćnu vlast izvana. Indija je postala nezavisna 1947. godine, kada je nastala i muslimanska zemlja Pakistan.

## Drevna Indija
Ljudi žive na Indijskom potkontinentu 400.000 godina, neki su u Indiju došli iz zapadne Azije, a drugi vjerojatno doplovili na primitivnim čamcima iz istočne Afrike. Najljepša svjedočanstva svog postojanja su ostavili u špiljama Bhimbetka, čije su slike stare oko 30.000 godina. Prve civilizacije na ovom potkontinentu razvile su se oko 2500 pr. Kr., uz obale rijeke Ind (današnji Pakistan).

### Indska civilizacija
Ova kultura je cvjetala o. 2500. – 1600. pr. Kr. temeljila se na velikim, dobro isplaniranim gradovima uz rijeku Ind. Ljudi su uzgajali kukuruz, tkali pamuk i pisali zapise koje još uvijek nismo u stanju čitati. Najveća naselja ove kulture bili su gradovi Harappa, i Mohendžo Daro koji je oko 2000. pr. Kr. vjerojatno bio najvećim gradom na svijetu. Vrlo malo znamo o svakodnevnom životu stanovnika doline Inda, osim da su trgovali sa Sumeranima i prakticirali jedan od prvih oblika hinduizma. Njihova je civilizacija neobjašnjivo propala nakon 1750. pr. Kr. Uzrok može biti neka invazija ili promjena toka rijeke Inda.

### Arijska kultura
Oko 1600. pr. Kr. horde nomada krenule su iz područja između Crnog i Kaspijskog mora. Neke su se naselile u području oko Inda. Drevni vjerski tekstovi,  takozvane Vede, govore o njihovom načinu života, njihovim bogovima, društvenom sustavu kasta ili klasa koji se kasnije raširio cijelom Indijom.

## Budistička i hinduistička carstva
- Maurijsko Carstvo

Godine 324. pr. Kr. Čandragupta Maurya, kralj Magadhe, istočne Indije, počeo je osvajati sjevernu Indiju. Osnovao je budističko Maurya Carstvo, prvo koje je ujedinilo ovaj potkontinent. Nakon njegove dinastije uslijedila je dinastija Gupta, porodica hindskih vladara koji su vladali Indijom od 320. do 700. g.n.e.
- Gupta Carstvo

Indija je cvjetala pod Guptama. Promicali su obrazovanje, utemeljili jedno od prvih sveučilišta te poticali umjetnosti kao što su arhitektura, slikarstvo, kiparstvo, ples i glazba. Pisci tog perioda pisali su knjige na jeziku sanskrtu koje se i danas čita.
- Dinastija Pallava

Tamilska dinastija južne Indije koja je vladala sjevernim dijelom regije Tamil Nadu i južnim dijelom oblasti Andhra Pradesh sa sjedištem u Kanchipuramu od oko 550. do 9. stoljeća. Područje njihove vladavine se i danas naziva Palnadu ili Pallava Nadu. Pallave su stekli moć nakon kolapsa dinastije Satavahana u Andhri i slabljenja dinastije Chola u Tamil Naduu. Pallave su poticale književnost na tamilskom, teluguu i sanskrtu. Neki od najznamenitijih sanskrtskih pjesnika kao Bharavi i Dandin, te hinduističkih hramova u Mahabalipuramu potječu iz doba Pallava.
- Dinastija Čola

Chole su bili hinduistički narod iz jugoistočne Indije koji je nekim dijelovima Indije vladao od 3. stoljeća pr. Kr. do 1279. godine. Krajem 9. stoljeća preuzeli su veći dio južne Indije i današnju Šri Lanku te tim područjem vladali iz grada Tanjore. Bili su pomorski narod i njihovi trgovci plovili su na zapad do Arabije i na istok do Kine, a učinkovito organizirajući trgovinu uveli su i prvi indijski novac.
- Vijayanagara Carstvo

Vijayanagara je u 14. stoljeću postao središtem moćnog Vijayanagara Carstva (1336. – 1565.), odabran zbog lako obranjivog položaja okruženog s tri planine i obilne rijeke s četvrte strane. Pod upravom gurua Vidyaranya, Vijayanagara je postao najveći indijski grad i središte trgovaca iz cijeloga svijeta koji su kupovali lokalne začine i pamuk. Rubini, dijamanti i drugo drago kamenje su naveliko prodavali ulični trgovci, a zlato i srebro su bili važeća valuta. Pretpostavlja se da je u 15. stoljeću, grad Vijayanagara bio drugi po veličini na svijetu s oko pola milijuna stanovnika. Tijekom ovog razdoblja Hampi se često sukobio s muslimanskim kraljevstvima u sjevernom Deccanu i 1565. god. islamska konfederacija Deccana je osvojila grad i pustošila ga sljedećih 6 mjeseci.

## Islamska Indija
Između 8. i 12. stoljeća Indiju su napali mnogi muslimanski osvajači iz Arabije i zapadne Azije. Godine 1206. muslimanski sultan smješten u Delhiju vladao je dijelom sjevernom indijskom nizinom. Pod sultanima iz Delhija i kasnijim mogulskim carevima, velika područja Indije bila su pod muslimanskom vlašću. Muslimanski vladari Indije podizali su lijepe gradove, no neki nisu bili snošljivi prema drugim vjerskim zajednicama. Mahmud iz Ghaznija prvi je predvodio islamska osvajanja Indije, oko 1000. godine. Svirepo je njegova vojska opustošila jedan dio sjeverne Indije. Alberuni iz Khive ovako opisuje te divljačke upade: "Hindusi su postali kao atomi prašine rasijane u svim pravcima i kao priča o starim vremenima u ustima naroda. Njihovi rasuti ostaci svakako da gaje najdublju mržnju prema svim muslimanima".
- Delhijski sultanat

U 13. i 14. stoljeću sultani iz Delhija vladali su većim dijelom sjeverne Indije, od Punjaba na zapadu do Bihara na istoku. Međutim, to carstvo je bilo nestabilno. Sultani su stalno bili u sukobu s hinduističkim državama na jugu Indije i s Mongolima koji su zauzeli Delhi 1398. godine.
- Mogulsko Carstvo

Moguli su vladali Indijom od 1526. godine. U vrijeme njihova najvećeg cara Akbara Indiji su donijeli veliki napredak, no nakon 1700. njihova je moć slabila zbog sukoba s hinduističkom južnom Indijom. 
Posljednji veliki mogulski vladar Aurangzeb (1618. – 1707.) postao je car 1658. godine. Godine 1678. došlo je do hindske pobune protiv njegove vlasti i Aurangzeb je započeo s nizom skupih ratova protiv Hinda. Proširio je carstvo koje je zbog ratova bankrotiralo i počelo se raspadati nakon njegove smrti.
Mogulski carevi ostali su na prijestolju do 1858. godine, no njihova moć je bila vrlo slaba.
- Rajputi, hinduistička ratnička kasta u današnjem Rajasthanu, Saurashtri (današnji Gurjar) i dijelovima Pakistana su se uspješno odupirali islamskoj invaziji. Čak i u vrijeme dok su se muslimani proširili u Punjab i dolinu rijeke Ganges, Rajputi su zadržali svoju neovisnost i postali jedna od glavnih prepreka potpunom muslimanskom osvajanju Indije. Oni se prvi put spominju još u 6. st., a kasnije su njihove malene dinastije vladale velikim dijelom sjeverne Indije. Jedan radžputski vladar Gurjara[4][5] iz klana Chauhan, Prithvi Raj Chauhan, je bio osobito poznat po krvavim sukobima protiv islamskih sultanata. Početkom 14. st. sultan Alaudin Hildži, iz dinastije Hildži (koja je vladala sjevernom Indijom od 1290. – 1320.) je samo nakratko osvojio Rajputsko kraljevstvo. Samo pedesetak godina kasnije, Rajputi su ponovno uzdigli svoje kraljevstvo, ovaj put pod Rana Hammirom u Mewaru (Rajasthan), te su proširili svoj utjecaj sve do Bengala i Punjaba, s prijestolnicom u Gwalioru. Rajputi su pružali otpor i mogulskim carevima Humayunu, i njegovom sinu Akbaru. Od 1558. do 1578. bjesnio je Mogulsko-Rajputski rat, katkad otvoreni a katkad gerilski, u kojemu su Rajputi oslobodili gotovo cijeli Mewar. Car Jahangir je nakon bjesnih borbi od 1605. – 13. god. naposljetku isposlovao radžputsko priznanje mogulskog suvereniteta, uz zadržavanje neovisnosti Mewara, koju su Radžputi zadržali sve do britanske vlasti.

## Maratha Carstvo i ostala indijska kraljevstva
Maratha Carstvo, poznato i kao Konfederacija Maratha, bila je hindu država koja je postojala od 1674. do 1818. godine. Osnovao ju je Shivaji Bhosle, koji se prozvao Chhatrapatijem (carom) s prijestolnicom u Raigadu. Marathe su srušile Mogulsko carstvo i na vrhuncu moći, polovicom 18. st. vladalo je većinom Indije, na teritoriju od oko 2,8 milijuna km². Maratha Carstvo je bila uspješna i posljednja prepreka britanskim kolonijalnim interesima.
Carstvo Sikha je bila država Sikha od 1799. – 1849. god. koju je osnovao maharadža Ranjit Singh (1780. – 1839.) ujedinivši autonomne zajednice Pendžaba. Na vrhuncu u 19. st., ovo carstvo se pružalo od granice Afganistana i Pakistana na zapadu, do Kašmira na sjeveru, Sindha na jugu i Himachala na istoku. Ovo je bilo posljednje indijsko carstvo koje će osvojiti Britanci.
U Indiji su postojala i druga kraljevstva koja su u određeno doba bila samostalna, dok su uglavnom priznavala vlast drugih carstava. Tako je kraljevstvo Mysore, koje je osnovano 1399. god. u južnom Dekanu, priznavalo suverenitet carstva Vijayanagare do 1565. god., te Britanske krune od 1799. god. 
Muslimansko Bengalsko Kraljevstvo je nastalo u Bengalu nakon propasti Mogulskog Carstva 1717. god. i trajalo je sve do potpadanje pod Britansku Indiju 1880. god., iako se kraljevska obitelj zadržala na vlasti sve do 1969. god.
Hyderabad su osnovali mogulski vladari Golkonde 1591. god. i nakon kratkotrajne mogulske vlasti, osnovan je Hyderabadski Nizam 1724., koje je potrajalo sve do 1948. god., uglavnom kao britansko potkraljevstvo.
Gurkhe su u 18. stoljeću osnovali Nepalsko Kraljevstvo.

## Istočnoindijske kompanije
U 17. stoljeću europske zemlje su osnovale Istočnoindijske kompanije koje su trgovale s Indijom. Engleska Istočnoindijska kompanija uspostavila je utvrđene trgovačke postaje u Madrasu, Bombayu, Calcutti te počela trgovati tekstilom. Englezi su tu kompaniju iskoristili za vladanje Indijom, stvarajući saveze s lokalnim prinčevima i istiskujući francuske koloniste. Portugal je osnovao indijsku koloniju u Goi.

## Britanska Indija
Krajem 18. stoljeća Britanska Istočnoindijska kompanija porazila je suparničke europske koloniste i uspostavila carstvo utemeljeno na trima "prijestolnicama" u Bombayu, Madrasu i Bengalu. Od 1850. ta je kompanija vladala gotovo trima petinama Indije, a ostatkom su vladali lokalni prinčevi koji su bili podređeni Britancima. 
Britanska Indija (ili engl./sanskrt British Raj, a od 1876. Indijsko Carstvo) bio je od 1858. do 1947. naziv za zemlje indijskog potkontinenta koje su bile pod izravnom upravom britanske kolonijalne vlasti, današnje Indija, Pakistan i Bangladeš. Od 1886. do 1937. bila je i Burma (danas Mjanma) u sastavu Britanske Indije. Pored toga, i neka uporišta na Arapskom poluotoku, naročito Aden, bila su pod upravom Britanske Indije.

### Indijska pobuna
Od 1857. – '58. godine došlo je do pobune indijskih trupa u britanskoj kolonijalnoj vojsci, a izbila je zbog britanske neosjetljivosti na indijske običaje i vjere. Pobunjenici su zauzeli veći dio Indije, no Britanci su ubrzo povratili te teritorije i 1858. godine ponovo uspostavili red nakon velikih krvoprolića.
Nakon indijske pobune Britanci su raspustili svoju Istočnoindijsku kompaniju. Prihvatili su pozitivniji stav prema indijskom narodu. Osnovan je novi vladin odsjek i mimo krune vladao je Podkralj (kraljevski namjesnik). Međutim, indijski narod je u odnosu na Britance sve više siromašio.
Tijekom 19. stoljeća Indija je postala industrijalizirana zemlja. Britanci su u Indiji izgradili najveću željezničku mrežu u Aziji te razvijali parno brodarstvo i telegrafske usluge. Indija je izvozila sirovine u britanske tvornice, no gradila je i vlastite tvornice čelika i tekstila.

## Nezavisnost
Godine 1885. osnovan je Indijski nacionalni kongres za borbu za indijska prava. Od 1920. godine je pod vodstvom Mohandas Ghandija zahtijevao nezavisnost Indije. Uslijedila je duga kampanja otpora britanskoj vladavini, no tek nakon II. svjetskog rata, 1945. godine, Britanija je pristala da Indija postane nezavisna država. Tijekom II. svjetskog rata Muslimanska liga, pod vodstvom Muhammada Jinnaha, zahtijevala je zasebnu nezavisnost za ovu muslimansku državu na Indijskom potkontinentu. Godine 1947. stvorena je muslimanska država Pakistan, prvobitno u dva dijela. Godine 1971., nakon rata između ta dva dijela, istočni Pakistan je postao samostalna država Bangladeš.
- Nehru

Jawaharlal Nehru (1889. – 1964.) bio je jedan od vođa Indijskog naconalnog kongresa i zbog svojih političkih djelovanja bio je devet puta u zatvoru. Nakon proglašenja nezavisnosti i podjele Indije 1947. godine, postao je prvi indijski premijer. Utemeljio je industriju i Indiju razvio u velesilu. Nehruova kći Indira Gandhi postala je premijer 1966. godine. Pod Nehruom je Indija izbjegavala sklapanje saveza s velikim državama. Ta politika neovisnosti donijela je Indiji veliku i samostalnu moć, a ta je moć postala još veća nakon što je Indija podržala Istočni Pakistan u građanskom ratu sa Zapadnim Pakistanom 1971. godine.

### Vremenska tablica
| GODINA             | POVIJESNA DOGAĐANJA                                                              |
| ------------------ | -------------------------------------------------------------------------------- |
| oko 250. pr. Kr.   | Razvoj civilizacije u dolini Inda.                                               |
| oko 160. pr. Kr.   | Arijski nomadi napadaju zapadnu Indiju.                                          |
| 32. pr. Kr.        | Aleksandar Veliki osvaja Punjab.                                                 |
| 324. – 32. pr. Kr. | Dinastija Maurya.                                                                |
| 320.               | Gupta Carstvo                                                                    |
| 711.               | Prva muslimanska invazija na Indiju.                                             |
| 1206. – 1526.      | Sultani iz Delhia vladaju sjevernom Indijom.                                     |
| 1526. – 1707.      | Uspostavlja se Mogulsko Carstvo i doživljava svoj vrhunac.                       |
| 1600.              | U Engleskoj utemeljena Časna Istočnoindijska kompanija.                          |
| 1746.              | Rat između britanskih i francuskih kolonista u Indiji.                           |
| 1858.              | Ugušena Indijska pobuna. Britanci uspostavljaju direktnu vlast.                  |
| 1917. – 1944.      | Mohandas Gandhi predvodi borbu otpora prema britanskoj vlasti.                   |
| 1947.              | Indija i Pakistan postaju nezavisni.                                             |
| 1971.              | Osnovana nova država Bangladeš.                                                  |
| 1990.-te           | Učinkovite poljoprivredna metode pružaju Indiji mogućnost oporavka gospodarstva. |